# Pic de Tristagne
Pic de Tristagne (lub Pic de Tristaina) – szczyt górski w Pirenejach Wschodnich. Administracyjnie położony jest na granicy Andory (parafia Ordino) z Francją (departament Ariège). Wznosi się na wysokość 2878 m n.p.m.
Na zachód od Pic de Tristagne usytuowany jest szczyt Pic de l’Étang Fourcat (2859 m n.p.m.), natomiast na południowym wschodzie położony jest Pic de les Planes (2788 m n.p.m.). Pomiędzy Pic de Tristagne a Pic de les Planes znajduje się przełęcz Port de l'Albeille (2601 m n.p.m.). Wokół szczytu położone są liczne jeziora: na południowy zachód Estany de Més Amunt, na północny zachód Étang Fourcat, natomiast na wschodzie usytuowane są jeziora Étangs de l'Albeille.